# Atherigona vietnamensis
Atherigona vietnamensis este o specie de muște din genul Atherigona, familia Muscidae, descrisă de Shinonaga și Thinh în anul 2000.
Este endemică în Vietnam. Conform Catalogue of Life specia Atherigona vietnamensis nu are subspecii cunoscute.